# Cadre-47/1-Europameisterschaft 1994

Logo CEB (ausrichtender Verband)

Veranstaltungsort: Wien

Die Cadre-47/1-Europameisterschaft 1994 war das 30. Turnier in dieser Disziplin des Karambolagebillards und fand vom 2. bis zum 6. März 1994 in der österreichischen Hauptstadt Wien statt. Es war die zweite Cadre-47/1-Europameisterschaft in Österreich.

## Geschichte
Seinen zweiten EM-Titel im Cadre 47/1 feierte in Wien der Belgier Peter de Backer. Nach Martin Horn im Viertelfinale schaltete er mit Michael Hikl und Stephan Horvath zwei Österreicher im Halbfinale und Finale aus. Horvath war im Finale nach den vorher gezeigten Leistungen und dem Heimvorteil eigentlich der Favorit. Durch die im Vorjahr erhöhten Punktzahlen pro Satz auf 100 stieg das allgemeine Leistungsniveau im Turnier weiter an.

## Turniermodus
Es wurde eine Vor-Qualifikationsrunde und eine Haupt-Qualifikationsrunde gespielt. In dieser qualifizierten sich neun Spieler für das Hauptturnier. Hier trafen sie auf die sieben gesetzten Spieler laut Rangliste. Das ganze Turnier wurde im Satzsystem mit zwei Gewinnsätzen à 100 Punkte gespielt. Es wurde ohne Nachstoß gespielt, außer bei einem Unentschieden in einer Aufnahme. Damit war bei einer Aufnahme ein Unentschieden in einem Satz möglich. Bei Satzpunktgleichheit wurde ein Entscheidungssatz gespielt. Bei MP-Gleichstand wird in folgender Reihenfolge gewertet:
1. MP = Matchpunkte
2. SP = Satzpunkte
3. GD = Generaldurchschnitt
4. HS = Höchstserie

## Qualifikation

### Vor-Qualifikation
| MP    | Match Points (Sieger = 2; Unentschieden = 1; Verlierer = 0) |
| Pkte. | Erzielte Karambolagen                                       |
| Aufn. | Benötigte Versuche                                          |
| GD    | Generaldurchschnitt                                         |
| BED   | Bester Einzeldurchschnitt eines Spielers                    |
| HS    | Höchstserie                                                 |
|       | Bester GD des Turniers                                      |
|       | Bester ED des Turniers                                      |
|       | Beste HS des Turniers                                       |
|       | 1. Platz (Gold)                                             |
|       | 2. Platz (Silber)                                           |
|       | 3. Platz (Bronze)                                           |

| Abschlusstabelle Gruppe A | Abschlusstabelle Gruppe A | Abschlusstabelle Gruppe A | Abschlusstabelle Gruppe A | Abschlusstabelle Gruppe A | Abschlusstabelle Gruppe A | Abschlusstabelle Gruppe A | Abschlusstabelle Gruppe A | Abschlusstabelle Gruppe A |
| Platz                     | Name                      | MP                        | SP                        | Pkte                      | Aufn.                     | GD                        | BED                       | HS                        |
| ------------------------- | ------------------------- | ------------------------- | ------------------------- | ------------------------- | ------------------------- | ------------------------- | ------------------------- | ------------------------- |
| 1                         | Andreas Kronlachner       | 4:0                       | 8:2                       | 292                       | 38                        | 7,68                      | 9,55                      | 37                        |
| 2                         | Jesper Larsen             | 2:2                       | 4:4                       | 217                       | 38                        | 5,71                      | 6,31                      | 23                        |
| 3                         | Karl Kleedorfer           | 2:2                       | 2:8                       | 197                       | 35                        | 5,62                      | –                         | 35                        |

| Abschlusstabelle Gruppe B | Abschlusstabelle Gruppe B | Abschlusstabelle Gruppe B | Abschlusstabelle Gruppe B | Abschlusstabelle Gruppe B | Abschlusstabelle Gruppe B | Abschlusstabelle Gruppe B | Abschlusstabelle Gruppe B | Abschlusstabelle Gruppe B |
| Platz                     | Name                      | MP                        | SP                        | Pkte                      | Aufn.                     | GD                        | BED                       | HS                        |
| ------------------------- | ------------------------- | ------------------------- | ------------------------- | ------------------------- | ------------------------- | ------------------------- | ------------------------- | ------------------------- |
| 1                         | Andreas Fuchs             | 4:0                       | 8:0                       | 240                       | 18                        | 13,33                     | 20,00                     | 60                        |
| 2                         | Robert Schweiger          | 2:2                       | 4:4                       | 166                       | 43                        | 3,86                      | 3,24                      | 35                        |
| 3                         | Johann Guirard            | 0:4                       | 0:8                       | 134                       | 47                        | 2,85                      | –                         | 14                        |

| Abschlusstabelle Gruppe C | Abschlusstabelle Gruppe C | Abschlusstabelle Gruppe C | Abschlusstabelle Gruppe C | Abschlusstabelle Gruppe C | Abschlusstabelle Gruppe C | Abschlusstabelle Gruppe C | Abschlusstabelle Gruppe C | Abschlusstabelle Gruppe C |
| Platz                     | Name                      | MP                        | SP                        | Pkte                      | Aufn.                     | GD                        | BED                       | HS                        |
| ------------------------- | ------------------------- | ------------------------- | ------------------------- | ------------------------- | ------------------------- | ------------------------- | ------------------------- | ------------------------- |
| 1                         | José Albert               | 4:0                       | 8:0                       | 240                       | 16                        | 15,00                     | 17,14                     | 60                        |
| 2                         | Bruno Westeel             | 2:2                       | 4:4                       | 174                       | 24                        | 7,25                      | 7,50                      | 23                        |
| 3                         | Roland Gusenbauer         | 0:4                       | 0:8                       | 32                        | 21                        | 1,52                      | –                         | 6                         |

| Abschlusstabelle Gruppe D | Abschlusstabelle Gruppe D | Abschlusstabelle Gruppe D | Abschlusstabelle Gruppe D | Abschlusstabelle Gruppe D | Abschlusstabelle Gruppe D | Abschlusstabelle Gruppe D | Abschlusstabelle Gruppe D | Abschlusstabelle Gruppe D |
| Platz                     | Name                      | MP                        | SP                        | Pkte                      | Aufn.                     | GD                        | BED                       | HS                        |
| ------------------------- | ------------------------- | ------------------------- | ------------------------- | ------------------------- | ------------------------- | ------------------------- | ------------------------- | ------------------------- |
| 1                         | Francisco Fortiana        | 4:0                       | 8:0                       | 240                       | 22                        | 10,90                     | 15,00                     | 60                        |
| 2                         | Arnim Kahofer             | 2:2                       | 4:4                       | 190                       | 31                        | 6,12                      | 6,66                      | 28                        |
| 3                         | Miroslav Andrejovsky      | 0:4                       | 0:8                       | 99                        | 24                        | 4,12                      | –                         | 31                        |

| Abschlusstabelle Gruppe E | Abschlusstabelle Gruppe E | Abschlusstabelle Gruppe E | Abschlusstabelle Gruppe E | Abschlusstabelle Gruppe E | Abschlusstabelle Gruppe E | Abschlusstabelle Gruppe E | Abschlusstabelle Gruppe E | Abschlusstabelle Gruppe E |
| Platz                     | Name                      | MP                        | SP                        | Pkte                      | Aufn.                     | GD                        | BED                       | HS                        |
| ------------------------- | ------------------------- | ------------------------- | ------------------------- | ------------------------- | ------------------------- | ------------------------- | ------------------------- | ------------------------- |
| 1                         | Gerhard Ralis             | 4:0                       | 8:4                       | 257                       | 25                        | 10,28                     | 13,10                     | 51                        |
| 2                         | Patrick Andre             | 2:2                       | 6:4                       | 264                       | 30                        | 8,80                      | 8,00                      | 37                        |
| 3                         | Herman Onderka            | 0:4                       | 2:8                       | 147                       | 24                        | 6,12                      | –                         | 59                        |

| Abschlusstabelle Gruppe F | Abschlusstabelle Gruppe F | Abschlusstabelle Gruppe F | Abschlusstabelle Gruppe F | Abschlusstabelle Gruppe F | Abschlusstabelle Gruppe F | Abschlusstabelle Gruppe F | Abschlusstabelle Gruppe F | Abschlusstabelle Gruppe F |
| Platz                     | Name                      | MP                        | SP                        | Pkte                      | Aufn.                     | GD                        | BED                       | HS                        |
| ------------------------- | ------------------------- | ------------------------- | ------------------------- | ------------------------- | ------------------------- | ------------------------- | ------------------------- | ------------------------- |
| 1                         | Milan Boček               | 4:0                       | 8:2                       | 261                       | 29                        | 9,00                      | 9,40                      | 41                        |
| 2                         | Michael Mikkelsen         | 2:2                       | 6:4                       | 211                       | 40                        | 5,27                      | 4,80                      | 24                        |
| 3                         | Ernst Kubak               | 0:4                       | 0:8                       | 79                        | 37                        | 2,13                      | –                         | 16                        |

| Abschlusstabelle Gruppe G | Abschlusstabelle Gruppe G | Abschlusstabelle Gruppe G | Abschlusstabelle Gruppe G | Abschlusstabelle Gruppe G | Abschlusstabelle Gruppe G | Abschlusstabelle Gruppe G | Abschlusstabelle Gruppe G | Abschlusstabelle Gruppe G |
| Platz                     | Name                      | MP                        | SP                        | Pkte                      | Aufn.                     | GD                        | BED                       | HS                        |
| ------------------------- | ------------------------- | ------------------------- | ------------------------- | ------------------------- | ------------------------- | ------------------------- | ------------------------- | ------------------------- |
| 1                         | Milan Raček               | 4:0                       | 8:2                       | 278                       | 39                        | 7,12                      | 8,31                      | 32                        |
| 2                         | Louis Artinopoulos        | 2:2                       | 4:4                       | 188                       | 45                        | 4,17                      | 4,61                      | 23                        |
| 3                         | Walter Gugumuck           | 0:4                       | 2:8                       | 231                       | 43                        | 5,37                      | –                         | 22                        |

### Haupt-Qualifikation
| 1 | Piet Adrichem | 4:0 | 8:0 | 240 | 12 | 20,00 | 60 |
| 2 | Gerhard Ralis | 2:2 | 4:6 | 185 | 20 | 9,25  | 46 |
| 3 | Bruno Westeel | 0:4 | 2:8 | 133 | 17 | 7,82  | 29 |

| 1 | Fonsy Grethen      | 4:0 | 8:0 | 240 | 8  | 30,00 | 60 |
| 2 | Patrick Andre      | 2:2 | 4:4 | 173 | 18 | 9,61  | 55 |
| 3 | Francisco Fortiana | 0:4 | 0:8 | 87  | 16 | 5,43  | 21 |

| 1 | Philippe Deraes | 4:0 | 8:0 | 240 | 11 | 21,81 | 60 |
| 2 | Jesper Larsen   | 2:2 | 4:6 | 190 | 20 | 9,50  | 42 |
| 3 | José Albert     | 0:4 | 2:8 | 124 | 17 | 7,29  | 23 |

| 1 | Raymond Knoors | 4:0 | 8:4 | 276 | 22 | 12,54 | 54 |
| 2 | Andreas Fuchs  | 2:2 | 6:4 | 252 | 22 | 11,45 | 48 |
| 3 | Arnim Kahofer  | 0:4 | 2:8 | 159 | 15 | 10,60 | 49 |

| 1 | Louis Edelin        | 4:0 | 8:0 | 240 | 10 | 24,00 | 60 |
| 2 | Rafael Garcia       | 2:2 | 4:6 | 182 | 18 | 10,11 | 46 |
| 3 | Andreas Kronlachner | 0:4 | 2:8 | 103 | 17 | 6,05  | 26 |

| 1 | Robert Pragst  | 4:0 | 8:4 | 314 | 34 | 9,23  | 51 |
| 2 | Freek Ottenhof | 2:2 | 6:4 | 228 | 20 | 11,40 | 49 |
| 3 | Milan Boček    | 0:4 | 2:8 | 228 | 31 | 7,35  | 53 |

| 1 | Kurt Mastny  | 4:0 | 8:2 | 284 | 23 | 12,34 | 48 |
| 2 | Carlos Tuset | 2:2 | 6:4 | 245 | 18 | 13,61 | 44 |
| 3 | Milan Raček  | 0:4 | 0:8 | 70  | 12 | 5,83  | 25 |

| 1 | Jean Arnaud       | 4:0 | 8:2 | 244 | 28 | 8,71 | 43 |
| 2 | Pedro Arnau       | 2:2 | 6:4 | 230 | 26 | 8,84 | 34 |
| 3 | Michael Mikkelsen | 0:4 | 0:8 | 82  | 17 | 4,82 | 28 |

## Hauptturnier

### Siegerrunde
| Name             | MP  | SP  | 1. Satz | 2. Satz | 3. Satz | Pkte. | Aufn. | GD    | BSD    | HS  |
| ---------------- | --- | --- | ------- | ------- | ------- | ----- | ----- | ----- | ------ | --- |
| 1. Runde         |     |     |         |         |         |       |       |       |        |     |
| Fabian Blondeel  | 2:0 | 4:0 | 100(1)  | 100(6)  |         | 200   | 7     | 28,57 | 100,00 | 100 |
| Kurt Mastny      | 0:2 | 0:4 | 24(1)   | 22(5)   |         | 46    | 6     | 7,66  | –      | 24  |
| Michael Hikl     | 2:0 | 4:2 | 3(3)    | 100(4)  | 100(4)  | 203   | 11    | 18,45 | 25,00  | 79  |
| Jean Arnaud      | 0:2 | 2:4 | 100(3)  | 56(4)   | 79(3)   | 235   | 10    | 23,50 | 33,33  | 93  |
| Peter de Backer  | 2:0 | 4:0 | 100(4)  | 100(4)  |         | 200   | 8     | 25,00 | 25,00  | 80  |
| Louis Edelin     | 0:2 | 0:4 | 95(3)   | 41(4)   |         | 136   | 7     | 19,42 | –      | 93  |
| Martin Horn      | 2:0 | 4:0 | 100(4)  | 100(2)  |         | 200   | 6     | 33,33 | 50,00  | 91  |
| Philippe Deraes  | 0:2 | 0:4 | 17(3)   | 18(2)   |         | 35    | 5     | 7,00  | –      | 18  |
| Henri Tilleman   | 2:0 | 4:0 | 100(2)  | 100(2)  |         | 200   | 4     | 50,00 | 50,00  | 92  |
| Piet Adrichem    | 0:2 | 0:4 | 24(1)   | 58(2)   |         | 82    | 3     | 27,33 | –      | 55  |
| Wolfgang Zenkner | 0:2 | 0:4 | 58(6)   | 93(8)   |         | 151   | 14    | 10,78 | –      | 70  |
| Raymond Knoors   | 2:0 | 4:0 | 100(7)  | 100(8)  |         | 200   | 15    | 13,33 | 14,28  | 65  |
| Fonsy Grethen    | 2:0 | 4:0 | 100(4)  | 100(3)  |         | 200   | 7     | 28,57 | 33,33  | 56  |
| Marc Massé       | 0:2 | 0:4 | 39(3)   | 42(3)   |         | 81    | 6     | 13,50 | –      | 33  |
| Stephan Horvath  | 2:0 | 4:2 | 100(4)  | 99(3)   | 100(2)  | 299   | 9     | 33,22 | 50,00  | 90  |
| Robert Pragst    | 0:2 | 2:4 | 52(3)   | 100(4)  | 9(1)    | 161   | 8     | 20,12 | 24,00  | 74  |
| 2. Runde         |     |     |         |         |         |       |       |       |        |     |
| Fabian Blondeel  | 0:2 | 2:4 | 51(1)   | 100(5)  | 65(2)   | 216   | 8     | 27,00 | 20,00  | 51  |
| Michael Hikl     | 2:0 | 4:2 | 100(1)  | 46(5)   | 100(2)  | 246   | 8     | 30,75 | 100,00 | 100 |
| Peter de Backer  | 2:0 | 4:2 | 3(1)    | 100(3)  | 100(1)  | 203   | 5     | 40,59 | 100,00 | 100 |
| Martin Horn      | 0:2 | 2:4 | 100(2)  | 0(2)    | 24(1)   | 124   | 5     | 24,80 | 50,00  | 100 |
| Henri Tilleman   | 0:2 | 2:4 | 20(2)   | 100(5)  | 66(3)   | 186   | 10    | 18,60 | 20,00  | 70  |
| Raymond Knoors   | 2:0 | 4:2 | 100(2)  | 22(5)   | 100(3)  | 222   | 10    | 22,22 | 50,00  | 99  |
| Fonsy Grethen    | 0:2 | 0:4 | 5(4)    | 35(1)   |         | 40    | 5     | 8,00  | –      | 35  |
| Stephan Horvath  | 2:0 | 4:0 | 100(4)  | 100(1)  |         | 200   | 5     | 40,00 | 100,00 | 100 |
| 3. Runde         |     |     |         |         |         |       |       |       |        |     |
| Michael Hikl     | 0:2 | 0:4 | 41(2)   | 11(3)   |         | 52    | 5     | 10,40 | –      | 41  |
| Peter de Backer  | 2:0 | 4:0 | 100(2)  | 100(4)  |         | 200   | 6     | 33,33 | 50,00  | 85  |
| Raymond Knoors   | 0:2 | 0:4 | 1(1)    | 1(1)    |         | 2     | 2     | 1,00  | –      | 1   |
| Stephan Horvath  | 2:0 | 4:0 | 100(2)  | 100(1)  |         | 200   | 3     | 66,66 | 100,00 | 100 |
| Finale           |     |     |         |         |         |       |       |       |        |     |
| Peter de Backer  | 2:0 | 4:2 | 100(3)  | 71(5)   | 100(3)  | 271   | 11    | 24,63 | 33,33  | 69  |
| Stephan Horvath  | 0:2 | 2:4 | 17(2)   | 100(6)  | 52(2)   | 169   | 10    | 16,90 | 16,66  | 82  |

| Name             | MP  | SP  | 1. Satz | 2. Satz | 3. Satz | Pkte. | Aufn. | GD    | BSD    | HS  |
| ---------------- | --- | --- | ------- | ------- | ------- | ----- | ----- | ----- | ------ | --- |
| 1. Runde         |     |     |         |         |         |       |       |       |        |     |
| Kurt Mastny      | 0:2 | 0:4 | 36(5)   | 63(10)  |         | 99    | 15    | 6,60  | –      | 26  |
| Jean Arnaud      | 2:0 | 4:0 | 100(5)  | 100(11) |         | 200   | 16    | 12,50 | 20,00  | 77  |
| Louis Edelin     | 2:0 | 4:2 | 100(4)  | 84(5)   | 100(5)  | 284   | 14    | 20,28 | 25,00  | 75  |
| Philippe Deraes  | 0:2 | 2:4 | 45(4)   | 100(5)  | 48(5)   | 193   | 14    | 13,78 | 20,00  | 81  |
| Piet Adrichem    | 2:0 | 4:2 | 100(2)  | 11(4)   | 100(5)  | 211   | 11    | 19,18 | 50,00  | 81  |
| Wolfgang Zenkner | 0:2 | 2:4 | 2(2)    | 100(4)  | 88(5)   | 190   | 11    | 17,27 | 25,00  | 82  |
| Marc Massé       | 2:0 | 4:0 | 100(4)  | 100(5)  |         | 200   | 9     | 22,22 | 25,00  | 66  |
| Robert Pragst    | 0:2 | 0:4 | 73(3)   | 24(5)   |         | 97    | 8     | 12,12 | –      | 60  |
| 2. Runde         |     |     |         |         |         |       |       |       |        |     |
| Jean Arnaud      | 0:2 | 0:4 | 91(3)   | 61(6)   |         | 152   | 9     | 16,88 | –      | 42  |
| Fonsy Grethen    | 2:0 | 4:0 | 100(4)  | 100(6)  |         | 200   | 10    | 20,00 | 25,00  | 56  |
| Louis Edelin     | 2:0 | 4:0 | 100(5)  | 100(7)  |         | 200   | 12    | 16,66 | 20,00  | 45  |
| Henri Tilleman   | 0:2 | 0:4 | 44(5)   | 94(6)   |         | 138   | 11    | 12,54 | –      | 78  |
| Piet Adrichem    | 0:2 | 0:4 | 22(4)   | 77(2)   |         | 99    | 6     | 16,50 | –      | 54  |
| Martin Horn      | 2:0 | 4:0 | 100(5)  | 100(2)  |         | 200   | 7     | 28,57 | 50,00  | 98  |
| Marc Massé       | 0:2 | 2:4 | 10(1)   | 100(6)  | 1(1)    | 111   | 8     | 13,87 | 16,66  | 40  |
| Fabian Blondeel  | 2:0 | 4:2 | 100(1)  | 78(5)   | 100(2)  | 278   | 8     | 34,75 | 100,00 | 100 |
| 3. Runde         |     |     |         |         |         |       |       |       |        |     |
| Fonsy Grethen    | 2:0 | 4:0 | 100(2)  | 100(2)  |         | 200   | 4     | 50,00 | 50,00  | 76  |
| Louis Edelin     | 0:2 | 0:4 | 48(2)   | 37(1)   |         | 85    | 3     | 28,33 | –      | 46  |
| Martin Horn      | 2:0 | 4:0 | 100(2)  | 100(2)  |         | 200   | 4     | 50,00 | 50,00  | 98  |
| Fabian Blondeel  | 0:2 | 0:4 | 0(2)    | 33(1)   |         | 33    | 3     | 11,00 | –      | 33  |
| 4. Runde         |     |     |         |         |         |       |       |       |        |     |
| Fonsy Grethen    | 2:0 | 4:0 | 100(3)  | 100(3)  |         | 200   | 6     | 33,33 | 33,33  | 95  |
| Michael Hikl     | 0:2 | 0:4 | 19(2)   | 39(3)   |         | 58    | 5     | 11,60 | –      | 24  |
| Martin Horn      | 2:0 | 4:2 | 100(4)  | 67(7)   | 100(3)  | 267   | 14    | 19,07 | 33,33  | 87  |
| Raymond Knoors   | 0:2 | 2:4 | 90(4)   | 100(7)  | 96(3)   | 286   | 14    | 20,42 | 14,28  | 59  |
| Spiel um Platz 3 |     |     |         |         |         |       |       |       |        |     |
| Fonsy Grethen    | 0:2 | 2:4 | 100(3)  | 12(1)   | 62(1)   | 174   | 5     | 34,80 | 33,33  | 84  |
| Martin Horn      | 2:0 | 4:2 | 25(3)   | 100(1)  | 100(1)  | 225   | 5     | 45,00 | 100,00 | 100 |

| Platz                                | Name             | Spiele | MP   | SP    | Pkte | Aufn. | GD    | BED   | BSD    | HS  |
| ------------------------------------ | ---------------- | ------ | ---- | ----- | ---- | ----- | ----- | ----- | ------ | --- |
| 1                                    | Peter de Backer  | 4      | 8:0  | 16:4  | 874  | 30    | 29,13 | 40,60 | 100,00 | 100 |
| 2                                    | Stephan Horvath  | 4      | 6:2  | 14:6  | 868  | 27    | 32,14 | 66,66 | 100,00 | 100 |
| 3                                    | Martin Horn      | 6      | 10:2 | 22:8  | 1216 | 41    | 29,65 | 50,00 | 100,00 | 100 |
| 4                                    | Fonsy Grethen    | 6      | 8:4  | 18:8  | 1014 | 37    | 27,40 | 50,00 | 50,00  | 95  |
| 5                                    | Raymond Knoors   | 4      | 4:4  | 10:10 | 710  | 41    | 17,31 | 22,20 | 50,00  | 99  |
| 6                                    | Michael Hikl     | 4      | 4:4  | 8:12  | 559  | 29    | 19,27 | 30,75 | 100,00 | 100 |
| 7                                    | Fabian Blondeel  | 4      | 4:4  | 10:10 | 727  | 26    | 27,96 | 34,75 | 100,00 | 100 |
| 8                                    | Louis Edelin     | 4      | 4:4  | 8:10  | 705  | 36    | 19,58 | 20,28 | 25,00  | 93  |
| 9                                    | Henri Tilleman   | 3      | 2:4  | 6:8   | 524  | 25    | 20,96 | 50,00 | 50,00  | 92  |
| 10                                   | Marc Massé       | 3      | 2:4  | 6:8   | 392  | 23    | 17,04 | 22,22 | 25,00  | 66  |
| 11                                   | Jean Arnaud      | 3      | 2:4  | 6:8   | 587  | 35    | 16,77 | 12,50 | 33,33  | 93  |
| 12                                   | Piet Adrichem    | 3      | 2:4  | 4:10  | 392  | 20    | 19,60 | 19,18 | 50,00  | 81  |
| 13                                   | Robert Pragst    | 2      | 0:4  | 2:8   | 258  | 16    | 16,12 | –     | 25,00  | 74  |
| 14                                   | Wolfgang Zenkner | 2      | 0:4  | 2:8   | 341  | 25    | 13,64 | –     | 25,00  | 82  |
| 15                                   | Philippe Deraes  | 2      | 0:4  | 2:8   | 228  | 19    | 12,00 | –     | 20,00  | 81  |
| 16                                   | Kurt Mastny      | 2      | 0:4  | 0:8   | 145  | 21    | 6,90  | –     | –      | 26  |
| Turnierdurchschnitt: Endrunde: 21,15 |                  |        |      |       |      |       |       |       |        |     |